# 托马斯·亨格尔布洛克

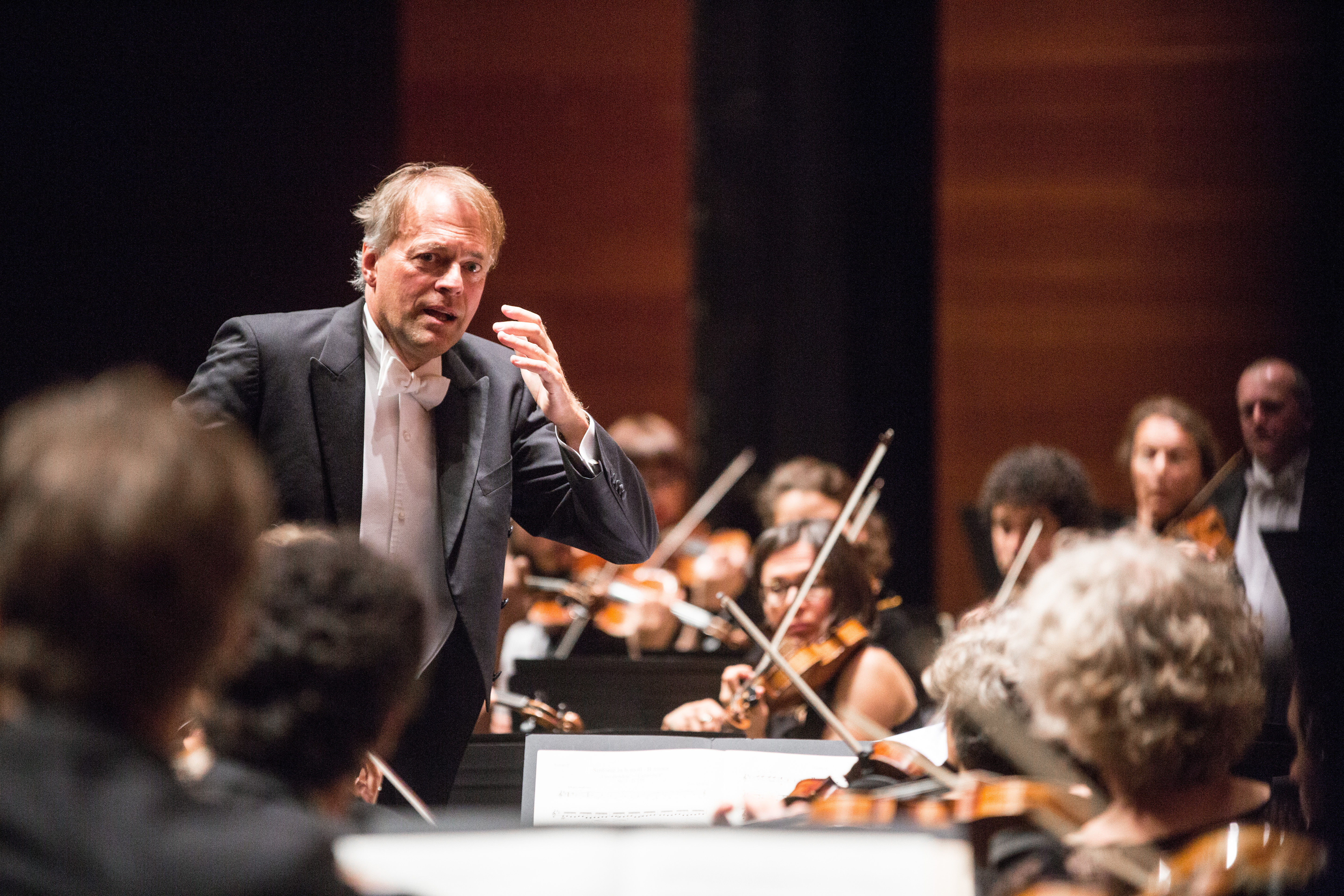
托马斯·亨格尔布洛克，2019年

托马斯·亨格尔布洛克（德語：Thomas Hengelbrock，1958年6月9日—），德国小提琴家、指挥家、古乐表演专家，2011-2018年任德国汉堡北德广播易北爱乐乐团首席指挥。

## 生平
托马斯·亨格尔布洛克出生于北德港口城市威廉港，职业生涯早期在维尔茨堡和弗莱堡等地当小提琴手，担任过卢托斯瓦夫斯基、卡赫尔和多拉蒂等人的助手。亨格尔布洛克参与过许多表演团体和活动，例如哈农库特的维也纳古乐合奏团、阿姆斯特丹巴赫独奏团、因斯布鲁克古乐音乐节等等。1985年，他参与创建了弗莱堡巴洛克乐团，并担任团员和指挥至1997年。1991年和1995年他分别创立了巴塔萨·纽曼合唱团和巴塔萨·纽曼乐团，致力于再现巴洛克时期的古乐风采，例如使用古乐器演出威尔第的歌剧《弄臣》和《法尔斯塔夫》。
亨格尔布洛克担任过不来梅德意志室内爱乐乐团艺术指导（1995年-1999年）、维也纳人民歌剧院音乐总监（2000年-2003年）、费尔德基希艺术节艺术指导（2001年-2006年），以及巴伐利亚广播交响乐团和欧洲室内乐团的指挥。从2011年起亨格尔布洛克出任北德广播交响乐团（后更名为北德广播易北爱乐乐团）首席指挥，并于同年指挥了拜罗伊特音乐节新制作的歌剧《唐怀瑟》。
2017年1月11日，亨格尔布洛克指挥了新落成易北爱乐厅的盛大开幕音乐会。2018年六月辞任北德广播易北爱乐乐团首席指挥,由阿伦·基尔伯特接任。

## 奖项荣誉
- 2011年 巴登-符腾堡州勋章（Verdienstorden des Landes Baden-Württemberg）
- 2012年 普雷托流斯（英语：Michael Praetorius）音乐奖（Praetorius Musikpreis）
- 2015年 卡拉扬音乐奖（Herbert-von-Karajan-Musikpreis）